# Pretty Yende
Pretty Yende (* 6. března 1985 Piet Retief, Transvaal) je jihoafrická operní pěvkyně – sopranistka, která ztvárnila hlavní role ve světových operních domech včetně newyorské Metropolitní opery a milánské La Scaly.

## Vzdělání
Narodila se roku 1985 ve městě Piet Retief ležícím v provincii Transvaal, na jejímž území v roce 1994 vznikla nástupnická provincie Mpumalanga. K pěvecké kariéře ji v šestnácti letech podnítilo zhlédnutí reklamy British Airways s „Květinovým duetem“ z Delibesovy opery Lakmé. Do té doby zpívala pouze v kostelech. Následně s vyznamenáním vystudovala Jihoafrickou hudební kolej v Rondeboschi při Fakultě humanitních studií Univerzity v Kapském Městě, kde byla součástí profesorského sboru sopranistka Virginia Davidsová. Absolvovala také akademii Scaly. Mladší sestra Nombulelo Yende se stala rovněž operní pěvkyní.

## Pěvecká kariéra
Jako členka akademie v La Scale nastudovala role v dílech Gioacchina Rossiniho, a sice Berenice v opeře Příležitost dělá zloděje (2010) a Elvíry v Italce v Alžíru (2011). V sezóně 2011/2012 se pak v milánské opeře představila v rolích kněžky (Aida), Barbariny (Figarova svatba), Noriny (Don Pasquale) a Musette (Bohéma).
V září 2015 vystoupila společně s Andreou Bocellim v New Yorku na koncertu Live in Central Park, který byl vysílán v rámci projektu PBS Great Performances a vydán na CD a DVD pod názvem Concerto: One Night in Central Park. Po boku Bocelliho se opět představila na koncertu Amore e perdono (Láska a odpuštění), pořádaném Fetzerovým institutem v Bazilice svatého Františka z Assisi během září 2012, jenž přenášela italská televizní stanice Rai 1.
V newyorské Metropolitní opeře debutovala 17. ledna 2013 s koloraturně obtížnou postavou Adély v Rossiniho Hraběti Orym, jíž se naučila za týden jako náhrada za Gruzínku Ninu Mačaidze. Na scéně Divadla na Vídeňce zastoupila během února 2013 v téže úloze Cecilii Bartoliovou, jež onemocněla virózou. V červnu 2014 se vrátila do milánské La Scaly rolí komtesy Adély v Hraběti Orym, kterou alternovala s polskou sopranistkou Aleksandrou Kurzakovou. V téže sezóně nastudovala v New Yorku roli Paminy v Mozartově Kouzelné flétně. Během newyorského angažmá vystoupila na každoročním operním večeru Richard Tucker Gala a sólovým recitálem debutovala v Carnegie Hall. V roce 2014 také nazpívala „Ode à l'humanité“ (Ódu na lidskost), adaptaci „Květinového duetu“ z opery Lakmé, na album Inspirato řeckoamerického klavíristy Yanniho.
V Česku se Pretty Yende poprvé představila recitálem ve Smetanově síni Obecního domu 27. ledna 2014 za doprovodu PKF – Prague Philharmonia. V květnu téhož roku zazpívala 14 písní na festivalu Janáčkův máj v Ostravě. Před českým publikem opět koncertovala ve Smetanově síni, nejdříve s Filharmonií Bohuslava Martinů v dubnu 2017 a poté za doprovodu klavíristy Michela D’Eliy během listopadu 2019. V sezóně 2015 ztvárnila v Losangeleské opeře Susannu v Mozartově Figarově svatbě. O rok později prožila debut na scéně Národní pařížské opery s rolí Rosiny v Lazebníku sevillském a v Paříži byla také obsazena do hlavní postavy Donizettiho Lucie z Lammermooru. Na počátku roku 2018 se v Metropolitní opeře představila jako Adina v Donizettiho Nápoji lásky a v roce 2019 jako Marie v opeře Dcera pluku téhož skladatele v jejím francouzském znění.

## Ocenění

### Soutěže
Z mezinárodní pěvecké soutěže v 's-Hertogenboschi si v roce 2008 odvezla Cenu Severního Brabantska pro nejlepšího pěvce do 24 let a možnost vystoupit na novoročním koncertu v Lotyšské národní opeře. V roce 2009 vyhrála vídeňskou mezinárodní soutěž Hanse Gabora Belvedere určenou pro mladé operní a operetní interprety. Roku 2010 získala prvenství v mezinárodní pěvecké soutěži Vincenza Belliniho i na šestém ročníku pěvecké soutěže Leyly Gencerové. V roce 2011 vyhrála Domingovu soutěž světové opery Operalia v Moskvě. K roku 2019 byla jedinou operní pěvkyní, která zvítězila ve všech třech hlavních kategoriích Operalie.

### Ceny
V roce 2011 obdržela operní cenu Siola d'oro udílenou v italském Gatteu. Následující rok si jako členka akademie v La Scale odnesla ocenění pro talentované pěvce Arca d'oro Italia, spojené s recitálem v Turíně.
V dubnu 2013 získala jihoafrický stříbrný řád Ikhamanga „za vynikající výsledky a mezinárodní uznání v oblasti světové opery a za vytváření vzoru pro začínající mladé hudebníky“. V roce 2013 se také stala jednou z vítězek ankety Žena roku, pořádané jihoafrickou mutací časopisu Glamour. Během září téhož roku se stala držitelkou jihoafrické ceny Mbokodo v kategorii opera.
Album A Journey jí v roce 2017 vyneslo Mezinárodní operní cenu, přezdívanou „operní Oscar“, v kategorii nejlepší nahrávka sólového recitálu. Obdržela rovněž ocenění International Achiever Award na 23. ročníku Jihoafrických hudebních cen (South African Music Awards). Cenu čtenářů si vysloužila na Mezinárodních operních cenách 2018 a Kolínskou operní cenu (Kölner Opernpreis) převzala během městského květinového plesu. Roku 2019 byla pasována na rytířku Řádu italské hvězdy.

## Repertoár
- Berenice, Příležitost dělá zloděje (Rossini)
- Elvira, Italka v Alžíru (Rossini)
- kněžka, Aida (Verdi)
- Barbarina, Figarova svatba (Mozart)
- Norina, Don Pasquale (Donizetti)
- Musetta, Bohéma (Puccini)
- komtesa Adèle, Hrabě Ory (Rossini)
- Lucie, Lucie z Lammermooru (Donizetti)
- Micaëla, Carmen (Bizet)
- Julie, Romeo a Julie (Gounod)
- Fiorilla, Turek v Itálii (Rossini)
- Pamina, Kouzelná flétna (Mozart)
- Rosina, Lazebník sevillský (Rossini)
- Susanna, Figarova svatba (Mozart)
- Adina, Nápoj lásky (Donizetti)
- Elvíra, Puritáni (Bellini)
- Amira, Cyrus v Babylóně (Rossini)
- Marie, Dcera pluku (Donizetti)
- Zoraide, Ricciardo a Zoraide (Rossini)
- Leïla, Lovci perel (Bizet)
- Amina, Náměsíčná (Bellini)
- Violetta, La traviata (Verdi)
- Manon, Manon (Massenet)

## Vybraná diskografie
V říjnu 2015 uzavřela smlouvu s vydavatelstvím Sony Classical. První spoluprací se stalo album A Journey.
- 2016: A Journey; dirigent Marco Armiliato řídící Národní symfonický orchestr italského rozhlasu a televize (Sony)
- 2017: Dreams; dirigent Giacomo Sagripanti řídící Orchestra Sinfonica di Milano Giuseppe Verdi (Sony)